# Clewer Without
Clewer Without var en civil parish från 1894 till 1974, i grevskapet Berkshire, i England. Civil parish hade 12 359 invånare år 1951.